# 埃丁根-内卡豪森
埃丁根-内卡豪森是德国巴登-符腾堡州的一个市镇。总面积12.04平方公里，总人口14493人，其中男性6965人，女性7528人（2011年12月31日），人口密度1 204人/平方公里。